# Наукова теорія
Науко́ва тео́рія — це система узагальненого знання, пояснення різнобічності подій, ситуацій, що відбуваються у природі чи суспільстві.
Поняття «наукова теорія» має різні значення: для протиставлення практиці або гіпотезі як неперевіреному знанню у формі припущення; узагальнення передової практики відображенням її у мисленні і відтворенням реальної дійсності. Теорія безперервно пов'язана з практикою, яка ставить перед пізнанням завдання і вимагає їх вирішення. Тому практика входить органічним елементом до теорії. Кожна теорія має складну структуру. Так, у економічній теорії можна виділити дві частини: формальні обчислення (економіко-математичні моделі, логічні рівняння та ін.) і «змістовну» інтерпретацію (категорії, закони, принципи). Остання пов'язана з філософськими поглядами, світоглядом ученого, з певними методологічними принципами підходу до дійсності.
Наукова теорія як форма організації знань забезпечує розширення сфери знання за межами безпосереднього спостереження, тому вона відрізняється від простої реєстрації спостережень і характеризується наявністю таких елементів:
- загальних законів і сфери їх застосування, де вона пояснює явища, які відбуваються;
- сфери передбачення невідомих явищ;
- логіко-математичного апарату виведення наслідку із законів;
- визначення концептуальної схеми, без якої неможливе пізнання об'єктів цієї теорії.

Економічні теорії зумовлені історичними умовами, в яких вони виникають, рівнем виробництва, соціальними умовами, домінуючими у той або інший період, які сприяють або гальмують їх пізнання. Оскільки теорія виникає як узагальнення пізнавальної діяльності і результатів практики, то вона сприяє перетворенню природи і суспільного життя.
Критерієм істинності теорії є практика господарської діяльності людей, зміни у природі, суспільстві. Уникнути хибних течій у науці допомагає також вивчення історії розвитку науки як еволюційним, так і революційним шляхом.